# Berthold Bisselik
Berthold Bisselik (* 6. April 1962 in Emmerich) ist ein deutscher Sportfunktionär und Basketballtrainer. Er arbeitete unter anderem im Nachwuchsbereich des FC Bayern München, bei unterschiedlichen Vereinen der 1. und 2. Bundesliga sowie für den Deutschen Basketball Bund.

## Laufbahn
Bisselik stammt aus Emmerich und betrieb als Jugendlicher Judo, Leichtathletik, Tennis, Fußball und Basketball. Er studierte zwischen 1983 und 1987 an der Deutschen Sporthochschule in Köln und erlangte einen Diplom-Abschluss.
Ab dem 16. Lebensjahr war er im Basketball als Trainer tätig. Gerhard Schmidt und Pit Winkelnkemper, die beide Lehrkräfte an der Deutschen Sporthochschule waren und den Damen-Bundesligisten Saturn Köln als Trainer betreuten, machten Bisselik bei Saturn zu ihrem Co-Trainer. Ab 1987 war er als Profitrainer tätig und trainierte in der Saison 1987/88 die Damenmannschaft des Hamburger Vereins Walddörfer SV in der 2. Bundesliga. 1988/89 war er Trainer der Damen des TuS Alstertal in der 1. Regionalliga und wirkte zwischen 1990 und 1992 als Trainer der Zweitligaherren des SC Rist Wedel. Er führte die Wedeler Mannschaft 1991 in der Hauptrunde der Nord-Staffel und in der Aufstiegsrunde zur Basketball-Bundesliga jeweils auf den zweiten Tabellenplatz, 1991/92 stieg er mit Wedel allerdings in die 1. Regionalliga ab.
Von 1992 bis 1996 hatte Bisselik beim Bundesligisten Brandt Hagen die Stelle als Assistenztrainer inne und arbeitete darüber hinaus als Jugendtrainer. 1994 führte er Hagens B-Jugend-Mannschaft zum Gewinn des deutschen Meistertitels. 1996 wurde er Trainer der deutschen Jugendnationalmannschaft und Co-Trainer der Herrennationalmannschaft. 1999 wechselte Bisselik als Cheftrainer zum Zweitligaverein Rhöndorfer TV. Die Rheinländer führte er in seiner ersten Saison auf den zweiten Rang der Hauptrunde (Nord-Staffel) und den dritten Platz der Aufstiegsrunde sowie im DBB-Pokal ins Halbfinale. Auf dem Weg dorthin hatte Zweitligist Rhöndorf mit Hagen, Ulm und Leverkusen drei Bundesligisten aus dem Rennen geworfen. In der Saison 2000/01 gewannen die Rhöndorfer unter Bisseliks Leitung den Meistertitel in der 2. Bundesliga Nord, nahmen den Aufstieg in die erste Liga aber nicht wahr. In seiner vorerst letzten Saison als Rhöndorfer Cheftrainer (2004/05) führte Bisselik die Mannschaft auf den dritten Rang der Nord-Staffel. Zur Saison 2005/06 gab er das Traineramt ab und konzentrierte sich auf seine Tätigkeit als Sportdirektor. 2006/07 war Bisselik erneut Cheftrainer von Rhöndorfs Herrenmannschaft in der 2. Bundesliga.
2008 übernahm er den Posten des Cheftrainers bei den SCH Würzburg Baskets, der Nachfolgemannschaft des ehemaligen Bundesligisten DJK Würzburg. Die Mainfranken waren mittlerweile in die 1. Regionalliga Süd-Ost abgerutscht. Bisselik führte die Mannschaft zum Meistertitel 2009 und blieb in sämtlichen 24 Saisonspielen ungeschlagen. Damit gelang der Aufstieg in die 2. Bundesliga ProB. Im Februar 2010 wurde er entlassen. Der Verein begründete den Schritt mit fehlender sportlicher Entwicklung.
Im Juli 2010 wurde er vom FC Bayern München als Cheftrainer Nachwuchs eingestellt. In der Saison 2010/11 gehörte er als Assistenztrainer zudem zum Stab der Münchener Herrenmannschaft, die in jener Saison den Meistertitel in der 2. Bundesliga ProA gewann. Im Juli 2017 wechselte Bisselik beim FCB auf den Posten „Sportlicher Leiter Nachwuchs bis U16/JBBL“. Er ist Mitglied des Prüfungsausschusses der Nachwuchstrainerausbildung der Basketball-Bundesliga.
Im Oktober 2020 wurde Bisselik Leiter des Bundesstützpunktes Hockey am Olympiastützpunkt Rhein-Neckar in Mannheim. Am 1. Juli 2022 trat er in der Nachwuchsakademie der TSG 1899 Hoffenheim das Amt des Koordinators und Ausbildungsleiters für die Altersbereiche U15 und U17 an.

### Nationalmannschaft
Bisselik hatte beim Deutschen Basketball Bund verschiedene Ämter inne: Ende der 1990er Jahre war er Bundestrainer der U18-Nationalmannschaft und Assistenztrainer der Herrennationalmannschaft. Zu Beginn der 2000er Jahre fungierte Bisselik als Bundestrainer der U20- sowie der A2-Nationalmannschaft. Er betreute unter anderem die deutsche Auswahl bei der Sommer-Universiade 2003.